# 滝温泉
滝温泉（たきおんせん）は、秋田県由利本荘市（旧国出羽国、明治以降は羽後国）でかつて営業した温泉。2013年3月に閉館した。

## 泉質
- 塩化物泉

## 温泉街
一軒宿「滝温泉」（本館・新館）が存在する。湯治客の利用が多い。
建物手前に商店の建物があるが、2018年現在営業していない。

## 歴史
開湯は文化8年（1811年）である。
いつ頃からついたかはわからないが、「天下の名湯 滝温泉」というキャッチコピーがある。

## アクセス
- 路線バス : （羽後交通）で
  - 羽越本線羽後本荘駅より約80分
  - 羽後岩谷駅より約50分